# نبرد دانگهانگ‌پو
نبرد دانگ هانگ پو (انگلیسی: Battle of Danghangpo) یک نبرد دریایی بود که در خلال تهاجم ژاپن به کره (۱۵۹۸–۱۵۹۲) بین نیروهای دریایی ژاپن و کره درگرفت.